# Elecciones generales de España de 1903
Las elecciones generales de España de 1903 tuvieron lugar el 26 de abril bajo el reinado de Alfonso XIII de España y por sufragio masculino.
Como sucedió en todas las elecciones durante la restauración borbónica en España en estas el resultado estuvo determinado de antemano («encasillado») gracias al sistemático fraude electoral realizado mediante la red caciquil extendida por todo el territorio. En estas elecciones, como en el resto, el gobierno que las convocó las ganó, ya que en el régimen político de la Restauración los gobiernos cambiaban antes de las elecciones y no después como sucedía en los regímenes parlamentarios (no fraudulentos).
No obstante lo anterior, el empeño del por entonces ministro de Gobernación, Antonio Maura, de intentar limitar la intervención gubernamental en estos comicios aseguró que las fuerzas republicanas pudiesen alzarse con triunfos significativos en grandes ciudades como Madrid y Barcelona.

## Convocatoria y desarrollo
En el panorama político de la época, se había creado el nuevo Partido Liberal Conservador (fruto de la unión de los conservadores de Francisco Silvela y de los liberales disidentes dirigidos por Antonio Maura). En total fueron elegidos 403 diputados, y obtuvo la mayoría absoluta el renovado Partido Conservador de Silvela. Los republicanos, agrupados en una única candidatura, Unión Republicana, obtuvieron 30 escaños en el Congreso. Una parte de los votos conservadores se disgregó en pequeñas formaciones políticas como los denominados Tetuanistas (6 escaños) o los Tradicionalistas (7 escaños).
Fue elegido presidente del Congreso el conservador Raimundo Fernández Villaverde, sustituido el 23 de octubre por el reformista Francisco Romero Robledo. Se eligió presidente del Senado a Marcelo de Azcárraga, a quien sustituyó en enero de 1905 Luis Pidal y Mon.
El presidente del Consejo de Ministros continuó siendo Silvela, pero meses más tarde, en diciembre, Antonio Maura retomó el control de los conservadores y el gabinete. En diciembre de 1904, Maura dimitió y le sustituyó Marcelo de Azcárraga que apenas si estuvo un mes como jefe de Gobierno para dar paso en enero de 1905 a Raimundo Fernández Villaverde. Pocos meses después el rey nombró presidente del Gobierno al liberal Eugenio Montero Ríos que convocó elecciones para "hacerse" con una mayoría en las Cortes.